# OK Liga 2010-2011
L'OK Liga 2010-2011 è stata la 42ª edizione del torneo di primo livello del campionato spagnolo di hockey su pista; disputato tra il 1º ottobre 2010 e il 27 maggio 2011 si è concluso con la vittoria del Reus Deportiu, al suo quinto titolo.

## Stagione

### Formula
L'OK Liga 2010-2011 vide ai nastri di partenza quattordici club; la manifestazione fu organizzata con un girone all'italiana, con gare di andata e ritorno per un totale di 26 giornate: erano assegnati tre punti per l'incontro vinto, un punto a testa per l'incontro pareggiato e zero la sconfitta. Al termine della stagione regolare la vincitrice venne proclamata campione di Spagna. Le squadre classificate dal dodicesimo al quattordicesimo posto retrocedettero direttamente in Primera División, il secondo livello del campionato.

## Classifica finale
|                   | Pos. | Squadra         | Pt | G  | V  | N | P  | GF  | GS  | DR  |
| ----------------- | ---- | --------------- | -- | -- | -- | - | -- | --- | --- | --- |
| Spagna (bandiera) | 1.   | Reus Deportiu   | 62 | 26 | 20 | 2 | 4  | 109 | 60  | +49 |
|                   | 2.   | Liceo La Coruña | 59 | 26 | 19 | 2 | 5  | 99  | 66  | +33 |
|                   | 3.   | Barcellona      | 57 | 26 | 18 | 3 | 5  | 117 | 55  | +62 |
|                   | 4.   | Noia            | 44 | 26 | 13 | 5 | 8  | 92  | 79  | +13 |
|                   | 5.   | Vilanova        | 42 | 26 | 12 | 6 | 8  | 102 | 86  | +16 |
|                   | 6.   | Igualada        | 42 | 26 | 13 | 3 | 10 | 92  | 80  | +12 |
|                   | 7.   | Vic             | 37 | 26 | 11 | 4 | 11 | 73  | 80  | -7  |
|                   | 8.   | Blanes          | 31 | 26 | 9  | 4 | 13 | 76  | 86  | -10 |
|                   | 9.   | Vendrell        | 30 | 26 | 9  | 3 | 14 | 62  | 85  | -23 |
|                   | 10.  | PAS Alcoy       | 28 | 26 | 9  | 1 | 16 | 80  | 94  | -14 |
|                   | 11.  | Voltregà        | 26 | 26 | 7  | 5 | 14 | 72  | 98  | -26 |
|                   | 12.  | Tenerife        | 24 | 26 | 7  | 3 | 16 | 74  | 108 | -34 |
|                   | 13.  | GEIEG Girona    | 20 | 26 | 4  | 8 | 14 | 55  | 98  | -43 |
|                   | 14.  | Lloret          | 17 | 26 | 4  | 5 | 17 | 54  | 82  | -28 |

Legenda:
  Vincitore della Coppa del Re 2011.
      Campione di Spagna e ammessa all'Eurolega 2011-2012.
      Ammesse all'Eurolega 2011-2012.
      Ammesse in Coppa CERS 2011-2012.
      Retrocesse in Primera División 2011-2012.
Note:
Tre punti a vittoria, uno a pareggio, zero a sconfitta.